# Krakorec (opevnění)

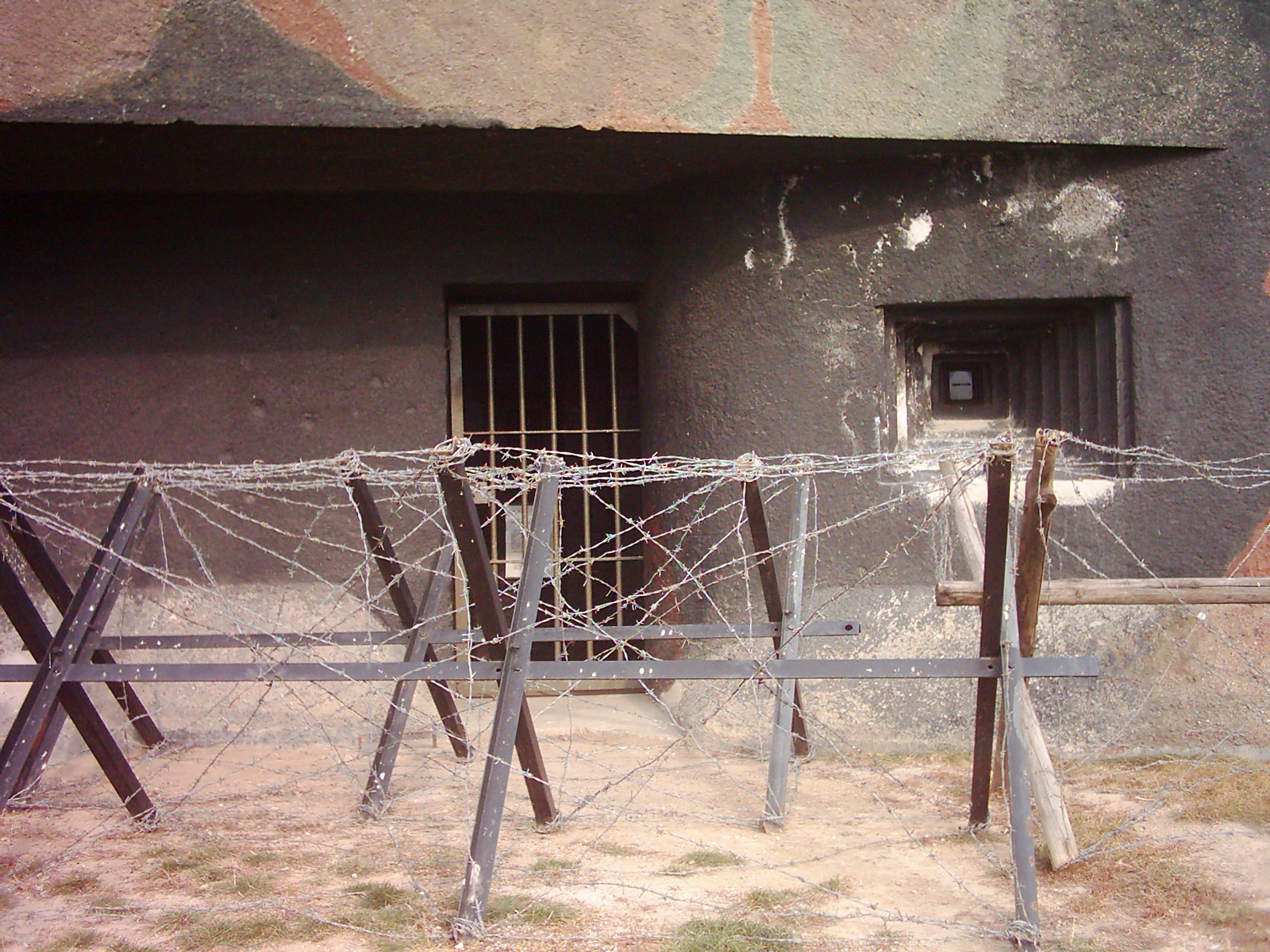
Vchod do srubu chráněný krakorcem a ochrannou střílnou

Krakorec je v novodobém systému opevnění před druhou světovou válkou přečnívající strop pevnosti nad střílnou či vchodem. Takto umístěný krakorec má dvě funkce: chrání vchod a střílny před umístěním nepřátelské nálože spuštěním ze stropu objektu nebo před strmou palbou, navíc neumožňuje nepřátelskému leteckému průzkumu určit, kam přesně je natočena střílna objektu.